# Stidham Farm
Pour l’article homonyme, voir Stidham (Oklahoma).
Stidham Farm est un site géologique d'intérêt scientifique spécial de 17,3 hectares situé près de la ville de Keynsham, dans le Bath and North East Somerset, en Angleterre, classé depuis 1991.
Ce site contient des terrasses de graviers datant Pléistocène de la rivière Avon. Une profondeur d'au moins 2 m (7 pieds) de graviers sableux a été mesurée, constituée principalement de fragments de calcaire, mais aussi de meulière, de grès de Pennant, de silex et fragments de chaille. Le site est d'une importance considérable pour les études relatives à la possible glaciation de la zone et de la stratigraphie de la terrasse, d'autant plus qu'il est l'un des deux seuls dépôts en terrasse accessibles dans cette partie de la vallée Avon.